# Caracas FC
Caracas FC, ook bekend als gewoon Caracas, is een Venezolaanse voetbalclub uit Caracas. De club is met zijn negen titels in de Primera División Venezolana het meest succesvolle team in de voetbalgeschiedenis van Venezuela.
Caracas F.C. wordt Los Rojos del Ávila genoemd. Dit verwijst naar hun rode truitjes en naar de Cerro del Ávila, een berg in de buurt van Caracas.

## Geschiedenis
Toen de club werd opgericht in 1967, speelde het team een tiental jaar in een amateurcompetitie. Begin jaren tachtig werd het team, toen nog Yamaha genaamd, succesvol in verschillende kampioenschappen voor amateurclubs. In 1984 werd Yamaha omgedoopt tot Caracas-Yamaha en werd de club opgenomen in het Venezolaanse profvoetbal. In het eerste seizoen in de Secunda División Venezolana (tweede klasse) werd Caracas meteen kampioen en promoveerde het naar de Primera División Venezolana.

## Erelijst
- Primera División Venezolana: 1992, 1994, 1995, 1997, 2001, 2003, 2004, 2006, 2007, 2009, 2010, 2019
- Copa de Venezuela: 1987, 1993, 1994, 2009, 2013
- Copa República Bolivariana de Venezuela: 2000

Op 5 april 2007 bereikte Caracas F.C. voor de eerste keer de tweede ronde van de Copa Libertadores nadat het het Argentijnse River Plate had uitgeschakeld (0-1 in Buenos Aires en 3-1 in Cúcuta, Colombia. Caracas speelde daar vanwege een sanctie van de CONMEBOL).

## Stadion
Caracas FC speelt zijn thuiswedstrijden in het Cocodrilos Sports Park met een capaciteit van 3.500 toeschouwers. Het stadion zal uitgebreid worden tot 6.000 zitjes en nadien tot 15.000. Het veld bestaat uit kunstgras. Voor grote toernooien en topwedstrijden wijkt Caracas FC uit naar het Estadio Brígido Iriarte. Hoewel dat stadion officieel een capaciteit heeft van 12.000 komen er voor wedstrijden tegen Deportivo Táchira 20.000 enthousiaste fans opdagen. Daarom werd voor de laatste Copa Libertadores ook het Estadio Olímpico (35.000 plaatsen) gebruikt.

## Bekende (oud-)spelers
- Alain Baroja
- Juan Enrique García
- Leonardo González
- Eric Groeleken
- Rómulo Otero
- Roberto Rosales
- Noel Sanvicente
- Ronald Vargas